# Cavitació
La cavitació (del llatí cavus: "forat") o aspiració en el buit, és un fenomen de creixement de bombolles dins l'aigua o un altre fluid, seguit d'una depressió que les fa implotar. La cavitació és també una forma de corrosió per la formació de bombolles de vapor en un líquid, originades per baixes pressions locals, seguida pel col·lapse instantani d’aquestes bombolles, la qual cosa crea pressions locals instantànies molt grans. Fenomen consistent en l’aparició de cavitats en una massa líquida en moviment. La cavitació en la majoria dels casos és un fenomen indesitjat, tot i que també es pot utilitzar com a sistema de tractament. (de Kavitation; en cavitation; es cavitación; fr cavitation). Sovint es formen cavitats de gas o vapor en un fluid en moviment quan la pressió del fluid cau per sota de la seva pressió de vapor. En la cavitació inercial, les cavitats formades col·lapsen ràpidament i es creen ones de xoc, mentre que en la cavitació no inercial la cavitat es manté gràcies a una excitació externa.
La cavitació, sovint és un fenomen nociu que condiciona fortament el disseny de tot element hidràulic i pot aparèixer a l’aspiració de les bombes, a l’evacuació de les turbines, a les hèlixs marines, a comportes i vàlvules, etc. Analitzant-lo experimentalment, hom observa una interferència de dos fenòmens: vaporització del líquid, que caracteritza pròpiament la cavitació i es produeix quan la pressió local es fa igual a la tensió de vapor, i despreniment de gasos dissolts. Els efectes de la cavitació són: alteració del corrent (limitació del cabal i caiguda del rendiment), soroll i vibracions, atac del material de les parets, que pot restar com corcat per desagregació a causa de la violència de les ones de xoc, per l’abrasió que fa el contacte metàl·lic directe quan les bombolles trenquen la pel·lícula lubrificant.
La cavitació té molta importància en vaixells i maquinària en general; cal evitar-la, ja que desgasta les peces. En la natura és un dels factors de l'erosió.
En la cavitació hi ha la formació i oscil·lació radial de bombolles de gas o de vapor dins un líquid sotmès a una depressió. Si aquesta depressió és prou elevada, la pressió pot ser inferior a la pressió de vapor saturant, i es pot formar una bombolla de vapor.

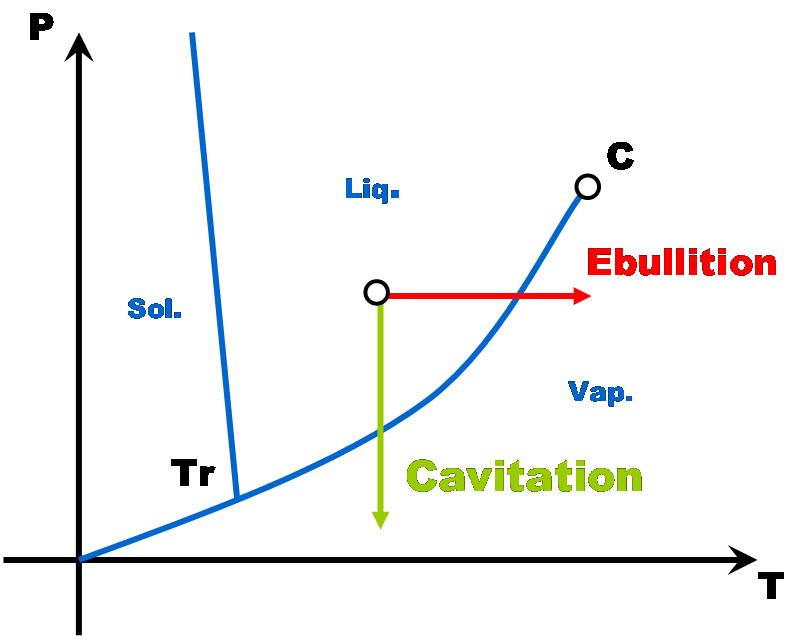
Diagrama: Pressió/Temperatura representant el fenomen de la cavitació

La cavitació s'esdevé quan un fluid en estat líquid passa a gran velocitat per una aresta esmolada produint una descompressió del fluid. Pot passar que es formin bombolles que viatgen a zones de pressió més gran i imploten (el vapor torna a l'estat líquid de manera sobtada, «axafant-se» les bombolles de manera sobtada) produint una estela de gas i arrencant metall de la superfície d'una maquinària.
El fenomen va acompanyat de soroll i vibracions.
El fenomen de la cavitació, implica la formació i la presència de bombolles a causa del canvi de fase de la substància des del seu estat líquid a l'estat de vapor […] Als líquids és possible obtenir una pressió molt baixa a causa del moviment del fluid; quan es formen bombolles de vapor que es dirigeixen a regions de més pressió, aquestes bombolles trenquen amb intensitat suficient i implosionen a l'interior de les bombes, provocant danys estructurals greus i irreversibles, a més a més de provocar una disminució en l'eficiència i la potència de la bomba.

## Origen de la depressió
La depressió pot tenir dos orígens diferents:
- Per un pas de líquid a alta velocitat (en una bomba hidràulica, en una hèlix d'un vaixell o d'un submarí, etc.) Segons el teorema de Bernoulli). a una alta velocitat li correspon una pressió feble. En aquest cas es parla de cavitació hidrodinàmica descoberta el 1917 per Lord Rayleigh. Aleshores hi ha un seguit de bombolles per l'aparició d'una capa de vapor enganxada a una pala de l'hèlix allà on la depressió és més forta.
- Pot estar lligada a les variacions de densitat d'un líquid sotmès a una ona acústica, en general d'ultrasons. Aleshores es parla de cavitació acústica.

## Càlcul de la cavitació
En el disseny de la maquinària s'introdueix un paràmetre de cavitació que és adimensional. El nombre de cavitació o paràmetre de cavitació és una adaptació específica del nombre d'Euler.

El nombre de cavitació és útil quan s'analitza problemes de dinàmica del flux de fluids on es pot produir cavitació.

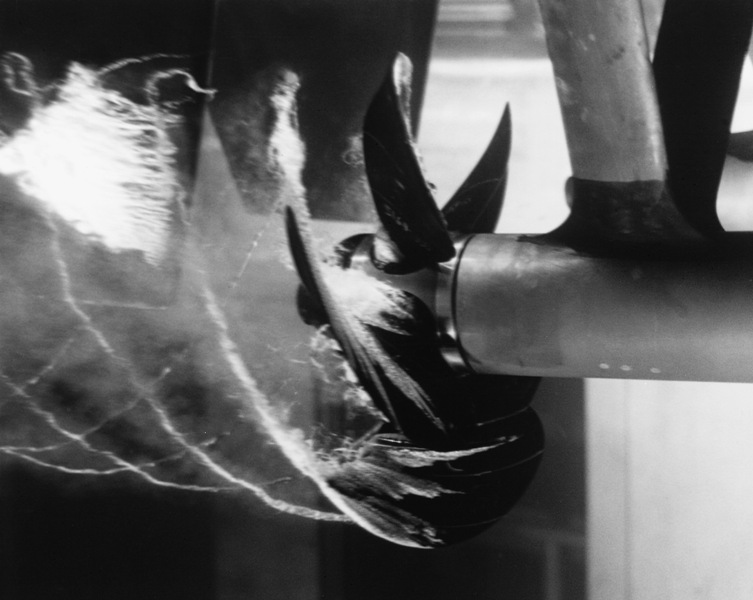
Cavitacio creada experimentalment per una hèlix dins un túnel d'aigua.

El nombre de cavitació es pot expressar com: σ = (pr - pv) / (1/2 ρv 2)
on: σ = nombre de cavitació; pr = pressió de referència (Pa); p v = pressió de vapor del fluid (Pa); ρ = densitat del fluid (kg/m3); v = velocitat del fluid (m/s)

### Prevenció
- Cal evitar la baixa pressió pressuritzant els dipòsits de subministrament i si cal, reduir la temperatura del fluid.
- Utilitzar diàmetres de tubs d'aspiració més grans i reduir les pèrdues menors.
- Utilitzar materials o recobriments resistents a la cavitació.
- Petites quantitats d'aire subministrades al sistema d'aspiració poden reduir la quantitat de danys per cavitació.
- Mantenir disponible la pressió del capçal d'aspiració net (la diferència entre el capçal de succió i el capçal de vapor de líquids) molt per sobre de la requerida.[7]

## Supercavitació

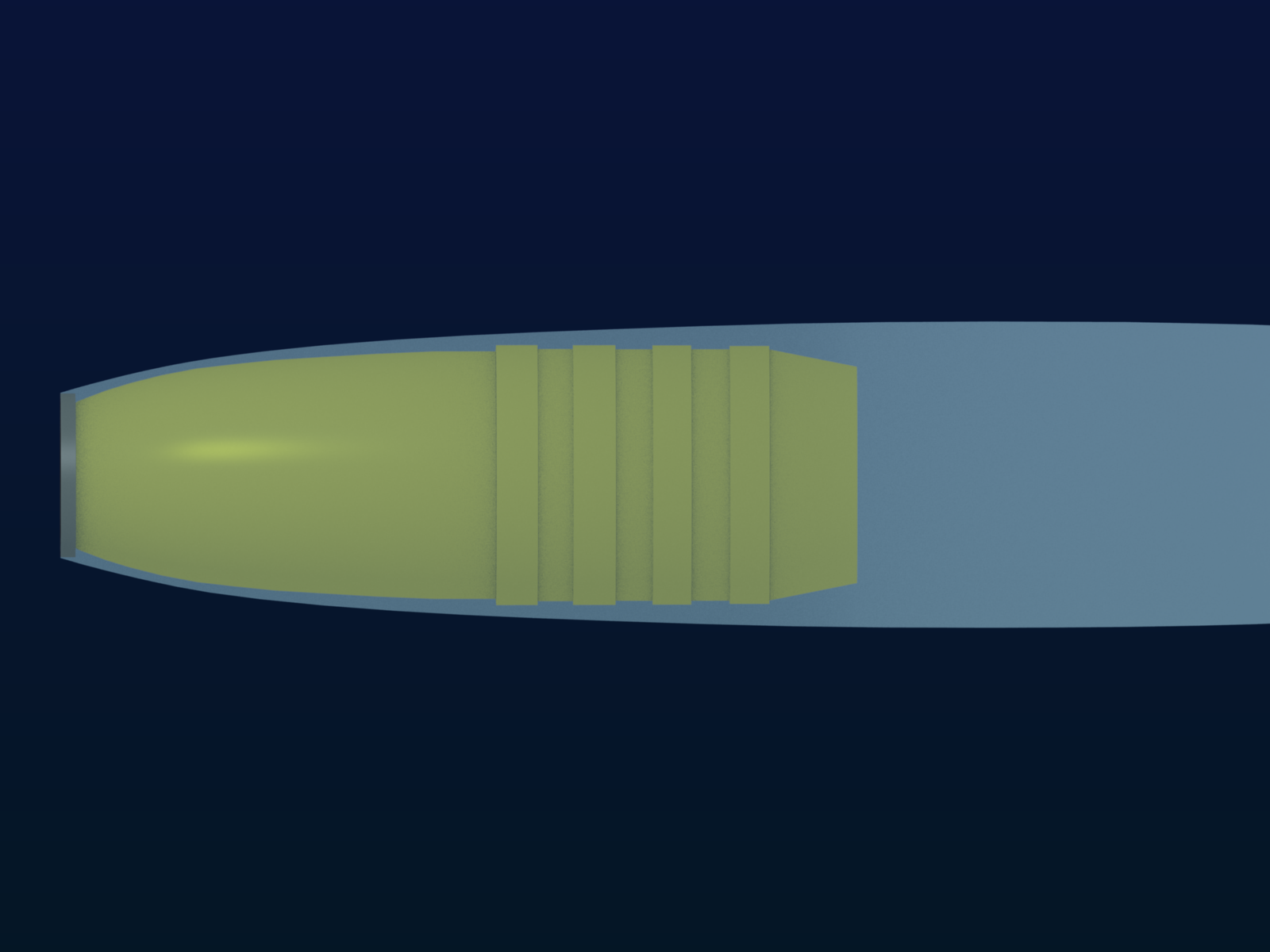
Imatge: esquema que mostra l'efecte de la supercavitació, representant un objecte hidrodinàmic "superpenetrador" (cavitador) i la bombolla de gas/aire.

La cavitació per crear una gran bombolla de gas a l'interior d'un líquid cosa que permet a un objecte viatjar a gran velocitat en el líquid en estar envoltat de la bombolla. Serveix entre altres coses per a torpedes. L'element clau en la cavitació és la formació d'una bombolla d'aire que es col·lapsa ràpidament a causa de la pressió de l'aigua al seu voltant. El principi de la bombolla d'aire en un líquid s'ha estès a la supercavitació, que consisteix en la formació/creació d'una bombolla d'aire prou gran com per embolicar un objecte i alhora prou forta per mantenir-se íntegre durant un temps. Això permet que l'objecte, envoltat d'aire, viatgi a grans velocitats, ja que la bombolla redueix el fregament quan viatja en l'aigua.
Un objecte que utilitza tècniques de supercavitació es compon típicament d'un nas especialment dissenyat (generalment de forma plana amb vores esmolades) i un cos aerodinàmic que és alhora aerodinàmic i hidrodinàmic. Quan l'objecte viatja a través de l'aigua a més de 185 km per hora, el nas o capçal desvia l'aigua tan ràpidament que es forma una bombolla. La velocitat d'avanç a través de l'aigua evita que la pressió de l'aigua col·lapsi la bombolla. Si s'injecta gas a la bombolla resultant (supercavitació ventilada) o si es manté una velocitat suficient (al voltant de 185 km/h), el "nas" crea una bombolla d'aire estesa i constantment renovada a través de la qual l'objecte "vola" dins l'aigua.

## Cavitació a la natura

### Geomorfologia càrstica
Erosió que es produeix per una disminució brusca de la pressió a la secció mullada de les galeries i cavitats càrstiques inundades per un corrent d’aigua, com a conseqüència d’un increment de la velocitat sense augment del cabal (principi de les trompes d’aigua), susceptible d’arrencar blocs de roca de les parets o d’excavar marmites invertides al sostre de la caverna.[…] En aquest procés, no hi intervenen les partícules de roca que pugui dur el corrent, com s'esdevé en l’efloració.

### Comportament del sòl
Formació de cavitats plenes de gas o de vapor d’aigua en un volum de líquid quan es disminueix la pressió (la tensió augmenta) fins a un valor crític. En sistemes aquosos la cavitació es produeix quan la tensió d’aigua és de l’ordre de 0,08 MPa. En sistemes confinats, la cavitació pot produir discontinuïtats en les columnes d’aigua i la transmissió no elàstica de la pressió a la columna al llarg de la cavitació.

### Glacialisme i periglacialisme
La cavitació subglacial produeix el desenganxament del glaç d’una glacera a la part de sotacorrent dels obstacles rocosos.

### Animals i plantes
Alguns crancs tropicals tenen una de les seves pinces més grossa que les altres. Quan tanca la pinça més grossa es forma una bombolla de cavitació hidrodinàmica, que implota i emet una ona de xoc que fa aparèixer el plàncton., abans es pensava que era el soroll produït pel tancament de la pinça el que feia l'efecte.
La cavitació es presenta en les plantes vasculars en el xilema. Les bombolles d'aire trenquen la continuïtat de la columna d'aigua i de sobte les fulles no són hidratades. Algunes plantes poden morir si es repeteix diverses vegades la cavitació.

## Galeria

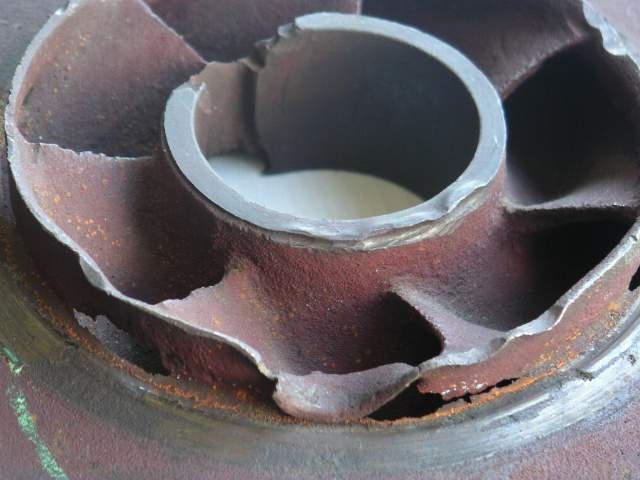
Bomba centrífuga destruïda per la cavitació
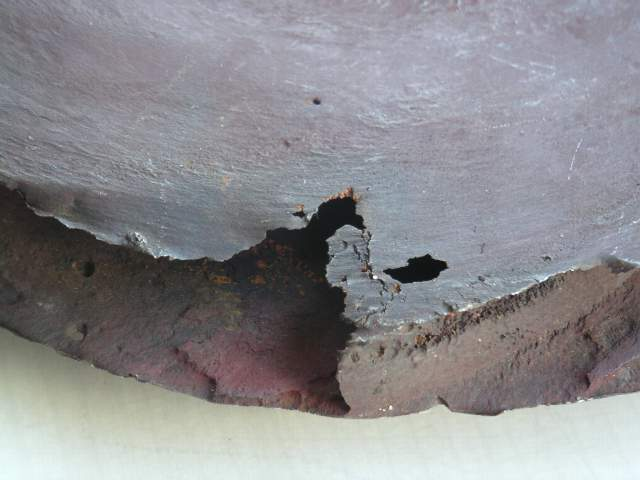
Detall de desgast per cavitació d'un impulsor
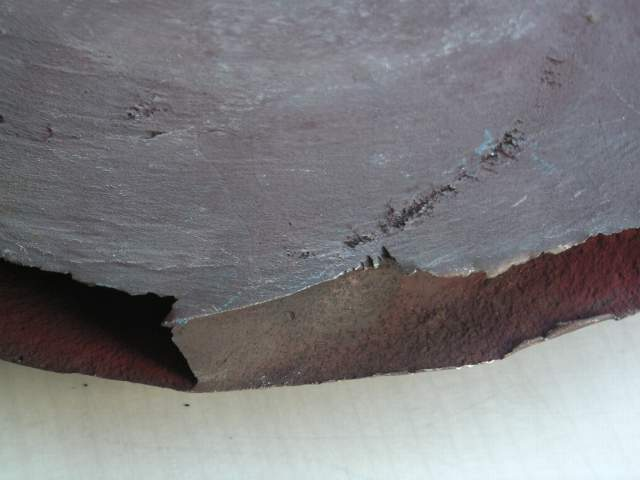
Detall de desgast per cavitació d'un impulsor
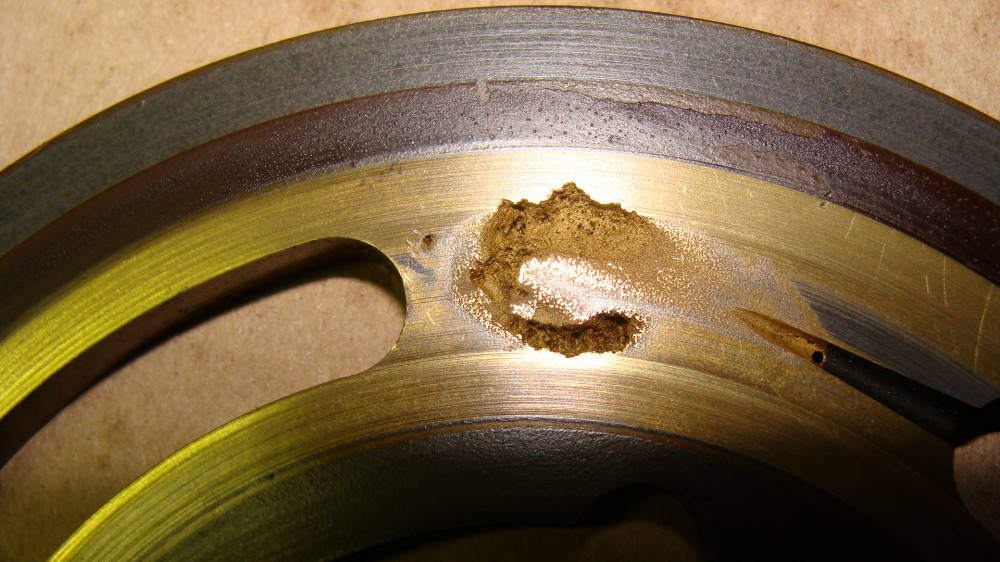
Part d'una bomba oleohidràulica destruïda per la cavitació.